# Dorothy Salisbury Davis
Pour les articles homonymes, voir Davis.
Œuvres principales
- L'Assassin affable (1951)
- La Main de boue (1953)

Dorothy Salisbury Davis (Chicago, 26 avril 1916 - Palisades, État de New York, 3 août 2014) est un auteur américain de roman policier.

## Biographie
Dorothy Salisbury naît à Chicago, mais passe son enfance dans le milieu rural de l'Illinois. Après ses études, elle travaille dans la recherche bibliothécaire avant de toucher à la publicité.
En 1946, elle épouse l'acteur Harry Davis et, trois ans plus tard, fait paraître son premier roman The Judas Cat. La reconnaissance ne vient toutefois qu'en 1951 avec la parution de L'Assassin affable (A Gentle Murderer), son deuxième roman, où un prêtre tente de retrouver le meurtrier qui lui a confessé ses crimes, et de La Main de boue (The Clay Hand), paru en 1952. Dans ce dernier roman, qui se déroule dans une petite ville minière de la Virginie, l'action « est centrée sur la mort mystérieuse de Richard Coffee, un journaliste détenteur du célèbre Prix Pulitzer qui a sombré dans l'alcoolisme. Le narrateur de l'histoire, Phil McGovern (amoureux de Margaret, la veuve du disparu), parallèlement à l'enquête du shérif local, cherche à comprendre les raisons de cette mort à travers les témoignages qu'il peut recueillir de ceux qui ont fréquenté Coffee ».
Écrivain de thriller psychologique, les romans Dorothy Salisbury Davis mettent souvent en scène des hommes floués, des paumés, des perdants ou des cyniques ayant perdu la foi. Bien qu'elle préfère les récits sans héros récurrent, elle crée, en 1958, Mrs. Norris, présente dans trois romans, et en 1976, Julie Hayes qui, dans sa première aventure, A Death in the Life (1976), ouvre un cabinet de voyance dans un quartier malfamé de New York, avant de devenir journaliste d'enquête dans trois romans et une nouvelle.
Dorothy Salisbury Davis obtient la reconnaissance de ses pairs, en 1956, en étant élue à la présidence du Mystery Writers of America, puis en recevant de cette organisation un Edgar de Grand Maître (Grand Master) en 1985.

## Œuvre

### Romans

#### SérieMrs. Norris
- A Gentleman Called (1958) Publié en français sous le titre Un tout petit Barbe-Bleue, Paris, Fayard, coll. « L'Aventure criminelle » no 56, 1959
- Old Sinners Never Die (1960)
- Death of an Old Sinner (1961)

#### SérieJulie Hayes
- A Death in the Life (1976)
- Scarlet Night (1980)
- Lullaby of Murder (1984)
- The Habit of Fear (1987)

#### Autres romans
- The Judas Cat (1949)
- A Gentle Murderer (1951) Publié en français sous le titre L'Assassin affable, Paris, Payot & Rivages, coll. « Rivages/Noir » no 512, 2004  (ISBN 2-7436-1273-8)
- A Town of Masks (1952)
- The Clay Hand (1952) Publié en français sous le titre La Main de boue, Paris, Plon, coll. « Le Ruban noir » no 2, 1953
- Black Sheep, White Lamb (1964) Publié en français sous le titre La Tête mal gonflée, Paris, Fayard, coll. « L'Aventure criminelle » no 181, 1964
- The Pale Betrayer (1965)
- Enemy and Brother (1967)
- God Speed the Night (1969) en collaboration avec Jerome Ross)
- Where the Dark Streets Go (1970) Publié en français sous le titre Au bout des rues obscures, Paris, Payot & Rivages, coll. « Rivages/Mystère (Grand Format) », 1999 ; réédition, Paris, Payot & Rivages, coll. « Rivages/Mystère » no 41, 2001  (ISBN 2-7436-0776-9)
- Crime without Murder (1972)
- Shock Wave (1974)
- Little Brothers (1974)
- In the Still of the Night (2001)

### Recueil de nouvelles
- Tales for a Stormy Night (1984)

### Nouvelles isolées

#### SérieJulie Hayes
- Justina (1989)

#### Autres nouvelles
- Spring Fever (1952) Publié en français sous le titre Fièvre de printemps, Paris, Opta, Mystère Magazine no 80, septembre 1954 Publié en français dans une autre traduction sous le titre Fièvres de printemps, dans Les Meilleures Histoires de suspense, Paris, Robert Laffont, 1962
- Sweet William (1953) Publié en français sous le titre Coup fourré, Paris, Opta, Mystère Magazine no 86, mars 1955
- Born Killer (1953) Publié en français sous le titre Né pour tuer, Paris, Opta, Mystère Magazine no 96, janvier 1956 ; réédition, Paris, Opta, L'Anthologie du mystère no 6, mars 1965
- Backward, Turn Backward (1954) Publié en français sous le titre Retour en arrière, Paris, Opta, Mystère Magazine no 103, août 1956 ; réédition dans Histoires diaboliques, Paris, Presses Pocket, coll. « Pocket » no 2365, 1986  (ISBN 2-266-01767-5)
- The Muted Horn (1957)
- A Matter of Public Notice (1957) Publié en français sous le titre Pour une simple annonce, Paris, Opta, Mystère Magazine no 128, septembre 1958
- Mrs. Norris Visits the Library (1959) Publié en français sous le titre La Femme à la bombe, Paris, Opta, Mystère Magazine no 141, octobre 1959
- Meeting at the Crossroad (1959) Publié en français sous le titre La Croisée des chemins, Paris, Opta, Mystère Magazine no 148, mai 1960
- By the Scruff of the Soul (1963) Publié en français sous le titre Une fille pure, Paris, Opta, Mystère Magazine no 186, juillet 1963
- The Purple Is Everything (1964) Publié en français sous le titre C'est le pourpre l'important, dans Les Reines du crime, Paris, Presses de la Cité, 2002  (ISBN 2-258-06057-5) ; réédition, Paris, Pocket no 12345, 2006  (ISBN 2-266-14699-8)
- Lost Generation (1971) Publié en français sous le titre Génération perdue, Paris, Opta, Mystère Magazine no 297, novembre 1972
- Old Friends (1975)
- The Last Party (1980)
- The Devil and His Due (1981)
- Natural Causes (1983) Publié en français sous le titre De mort naturelle, dans Mystères 88. Les Dernières Nouvelles du crime, Paris, LGF, coll. « Le Livre de poche » no 6502, 1988  (ISBN 2-253-04676-0)
- The Forget Mary Ellen (1992)
- The Scream (1998) Publié en français sous le titre Le Cri, dans Meurtres en cavale, Paris, Albin Michel, 2000 ; réédition, LGF, coll. « Le Livre de poche » no 17303, 2003  (ISBN 2-253-17303-7)
- Murder at the Roundtable (2000)
- Hank’s Tale (2000)
- The Letter (2002) Publié en français sous le titre La Lettre, dans Meurtres en famille, Paris, Albin Michel, 2005 ; réédition, LGF, coll. « Le Livre de poche » no 37250, 2008  (ISBN 978-2-253-12039-1)